# Mus-Olles museum

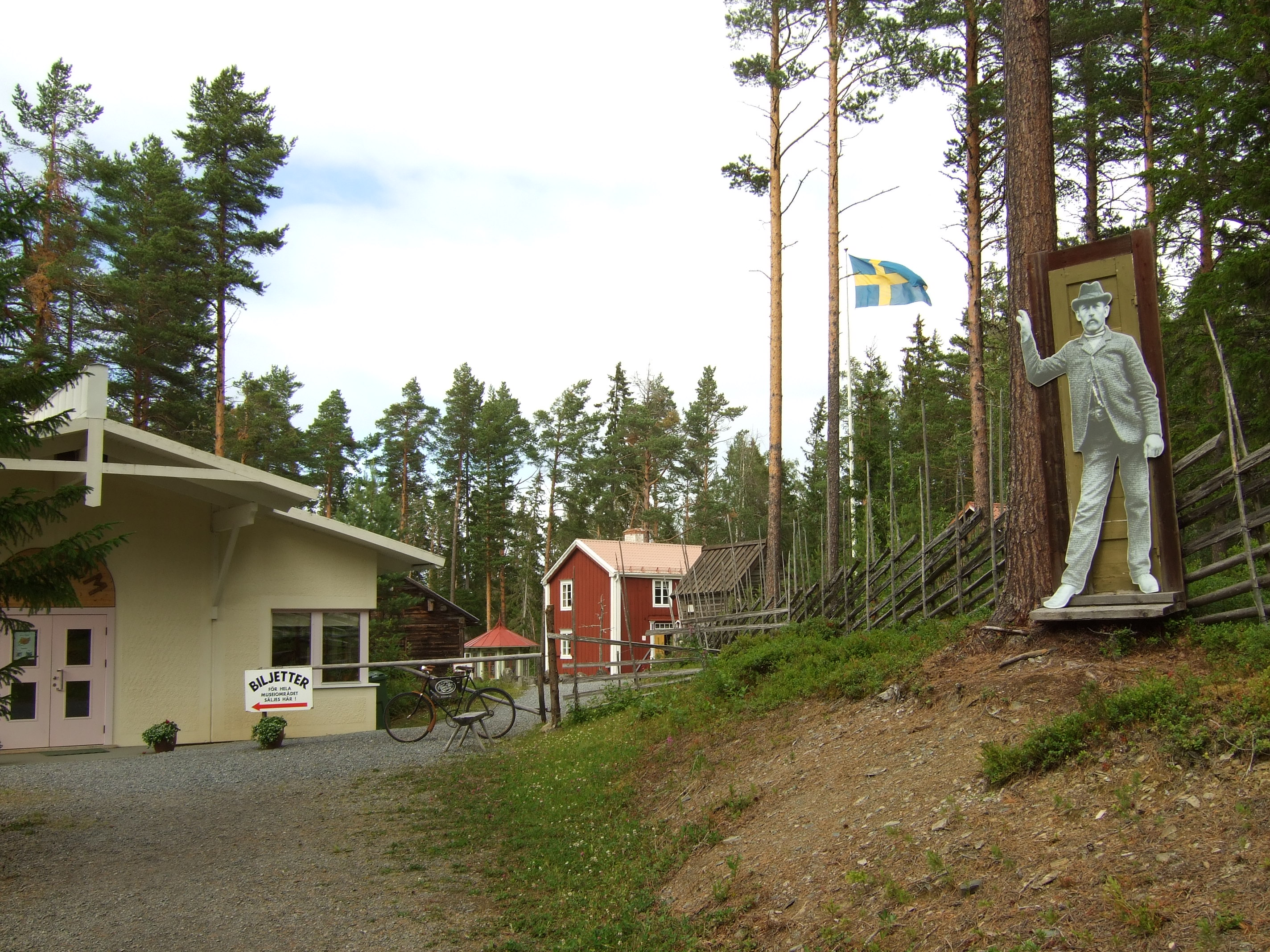
Entrén till Mus-Olles museum. (2007)

Mus-Olles museum ligger i Ytterån, Krokoms kommun, Jämtland. Museets skapare var Per-Olof Nilsson, eller Mus-Olle som han kallades, som vid sin död testamenterade över 150 000 föremål till Ytteråns hembygdsförening. Han hade emellertid redan 1906 öppnat museum, och då med cirka 10 000 föremål.

## Historik
Museet ligger 800 m från E14 och nära stranden till Alsensjön. Museibyggnaden uppfördes 1989 i direkt anslutning till det ursprungliga museibyggnaden från 1911 och Mus-Olles gamla torp, som bevarats precis som det såg ut då han avled 1955.

## Föremål
Bland de mer unika föremålen märks förpackningssamlingen som består av 23 000 objekt under en tidsrymd av 150 år. Övrigt märks även frimärken, trycksaker, naturalier, porslin, keramik, textil- och dräktföremål för att bara nämna en del.

### Inventarieförteckning, uppskattning 1972
- Förpackningar 23 000
- Uppstoppade djur
- Mynt 1 500
- Frimärken 60 500
- Porslin
- Arkivalier 4 000
- Fotografier 1 300
- Trycksaker 6 700
- Naturalier 7 600
- Arkeologiska föremål 16
- Föremål från näringslivet 2 700
- Föremål från hem och hushåll 5 000
- Textil- och dräktföremål 19 400
- Föremål från kontor, handel och kommunikation 700